# Главота, Иван
Иван (Джон) Главота (англ. John Glavota, хорв. Ivan Glavota, родился 21 марта 1976 в Су-Сент-Мари, Онтарио, Канада) — хорватский хоккеист канадского происхождения, игравший на позиции защитника. Выступал в различных командах США и Канады, в Хорватии играл за «Медвешчак». В сборных Хорватии играл с 1999 года.